# Joachim Helbig
Pour les articles homonymes, voir Helbig.
Joachim Helbig, né le  10 septembre 1915 et mort le 5 octobre 1985, est un militaire allemand. Pilote de bombardier, il a détruit 182 000 tonneaux de navire alliés en 480 missions.
Il est titulaire de la croix de chevalier de la croix de fer avec feuilles de chêne et glaives et de l'insigne de pilote-observateur avec or et brillants.